# Сіндєєва Наталія Володимирівна
Наталія Володимирівна Сіндєєва (нар. 11 червня 1971 року, Мічурінськ, Тамбовська область, Російська РФСР, СРСР) — російська новинарка, засновниця, основна власниця і генеральна директор медіахолдингу «Дощ», до якого входять телеканал «Дождь», інтернет-видання Republic.ru та журнал «Велике місто», співзасновниця і генеральний продюсер радіостанції «Срібний дощ», засновниця антипремії «Срібна калоша». Тричі лауреатка премії «Медіаменеджер Росії», почесний академік Російської академії радіо.

## Життєпис
Наталія Сіндєєва народилася в Мічурінську на Тамбовщині 1971 року в родині військового стоматолога. За службовим обов'язком батькам доводилося часто переїжджати, тому з трирічного віку Наталю передали на піклування бабусі з дідусем. У дитинстві захоплювалася спортом, закінчила балетну школу, займалася музикою і народними танцями. Після школи здобула спеціальність «викладача молодших класів і математики» в Мічурінському державному педагогічному інституті (МДПІ). Пізніше, 2006 року, закінчила Стокгольмську школу економіки в Росії на курсі розвитку бізнесу Entrepreneur Essential 4.
Після закінчення інституту в 1992 році Наталія Сіндєєва переїхала до Москви. На початку столичного життя працювала в італійській фірмі з продажу одягу і над проєктом нічного шоу на воді в басейні «Чайка». Пізніше, працюючи промоутером на одній з виставок, Сіндєєва познайомилася з продюсером Павлом Ващекіним і пізніше стала його особистим помічником. У цей час вона налагодила контакти з майбутніми ключовими фігурами медіаринку: Сергієм Кожевніковим, засновником "Російської медіагрупи ", радіопродюсером Михайлом Козирєвим, а також Андрієм Вульфом та Отаром Кушанашвілі. У 1993 році перейшла на телеканал «2х2», де пройшла шлях від секретаря до продюсера телешоу «Тисяча й одна ніч».
Під час роботи на «2х2» Наталія зустріла майбутнього чоловіка Дмитра Савицького і разом з ним зайнялася створенням FM-радіостанції «Срібний дощ».
У 2005 році на матчі футбольного клубу «Челсі»  Наталія Сіндєєва познайомилася з банкіром Олександром Винокуровим, який тоді очолював інвестбанк «КІТ фінанс». У 2006 році вони одружилися. У цьому шлюбі у Наталії 2009 року народилася донька Олександра. Спільно з Винокуровим, який став основним інвестором, Сіндєєва створила медіахолдинг «Дощ».

## «Срібний дощ»
|  | Ми хотіли побудувати ту станцію, яку нам самим було б цікаво слухати... Якщо ти багатий і розумний, то тобі треба слухати "Срібний дощ", тому що в його ефірі Соловйов тобі, наприклад, розповість, як він провів тест-драйв "Феррарі", а через п'ять хвилин прочитає японську танку або Шекспіра в оригіналі (Наталія Синдєєва) |

Разом з Дмитром Савицьким Наталія Сіндєєва створила FM-радіостанцію «Срібний дощ». Перший ефір відбувся в 1995 році. Савицький став генеральним директором, а Сіндєєва — генеральною продюсеркою станції та організаторкою антипремії за сумнівні досягнення.
До роботи на радіостанції вдалося залучити багатьох відомих журналістів. Крім того, «Срібний дощ» здобув популярність завдяки доступності через інтернет і введеної Наталією Сіндєєвою концепції «music non-stop». У 2004 році Сіндєєва стала лауреатом премії «Медіаменеджер Росії» в категорії «Радіо» — «за інноваційні та нестандартні підходи при проведенні позаефірних промокампаній станції».
З 2002 по 2009 роки Наталія обіймала пост комерційного директора «Срібного дощу», зберігаючи при цьому посаду генерального продюсера. Після вибуття з радіостанції залишилася її співвласницею.

## Медіахолдинг «Дощ»
З 2007 року Наталія Сіндєєва займається розвитком медіахолдингу «Дощ», до якого входять однойменний канал, а також видання Republic.ru та журнал «Большой город». Олександр Винокуров є інвестором всіх трьох проєктів, але юридично «Слоном» і «Великим містом» одноосібно володіє Сіндєєва: в каналі «Дождь» у неї 95 % (ще 5 % у Віри Кричевської). Точна сума інвестицій в холдинг не розкривається, але до середини 2013 року, за деякими оцінками, сумарні вкладення тільки в телеканал могли досягти $ 40 млн.
Сумарний виторг холдингу в 2012 році, за даними РСБУ, склала 433 мільйонів рублів. З них на частку телеканалу припадає майже 66 % — 285 млн рублів, на частку порталу Slon.ru (створеного в 2009 році) — 20 %, решта принесли журнал і сайт «Большой город» (придбані у 2010 році). Операційного прибутку жоден ресурс не приносить. У червні 2014 року було оголошено про плани об'єднати всі проєкти в один холдинг і вивести його на IPO на Московській біржі.

### Телеканал «Дождь»
|  | З моменту замовлення телевізійного обладнання до того, як ми включили камери, пройшло менше року. Це неймовірно короткий термін! Коли ми створювали канал, у нас не було жодної стрункої концепції, що це буде за телебачення. На рівні відчуттів ми розуміли: це повинен бути прямий ефір, жива, щира, чесна історія. Ми хотіли створити телебачення для людей, які перестали його останнім часом дивитися(Наталія Синдєєва) |

Під час відпустки у Франції у 2007 році Сіндєєва відвідала Каннський телеринок MIPTV і загорілася ідеєю створення нішевого телеканалу. Спочатку у Наталії не було уявлення про систему роботи телебачення і їй доводилося звертатися за допомогою до своїх друзів, які працюють в телевізійному бізнесі. У створення телеканалу вона вклала гроші від продажу заміського будинку, пізніше до неї співінвестором приєднався Олександр Винокуров.
Перша презентація телепроєкту відбулася 2009 року. На посаду режисера-постановника Наталія Сіндєєва запросила режисера телеканалу НТВ Віру Кричевську. Основу «Дождя» склали новинні програми. У створенні інформаційної служби каналу активну участь взяв Леонід Бершидський. 27 квітня 2010 року на території фабрики «Червоний Жовтень» відбувся перший ефір телеканалу Дождь. Optimistic Channel. Перший час мовлення здійснювалося через інтернет, трохи пізніше канал з'явився в кабельних і супутникових мережах.
Наталія Сіндєєва запрошувала на телеканал таких видних громадських діячів, як Володимир Познер, Леонід Парфьонов, Михайло Єфремов, Дмитро Биков, Олександр Скляр, Ксенія Собчак, Олена Долецька тощо. У жовтні 2010 року головним редактором телеканалу був призначений Михайло Зигар. Навесні 2011 року за власним бажанням колектив «Дождя» покинула Віра Кричевська через конфлікт навколо програми "Громадянин поет ".

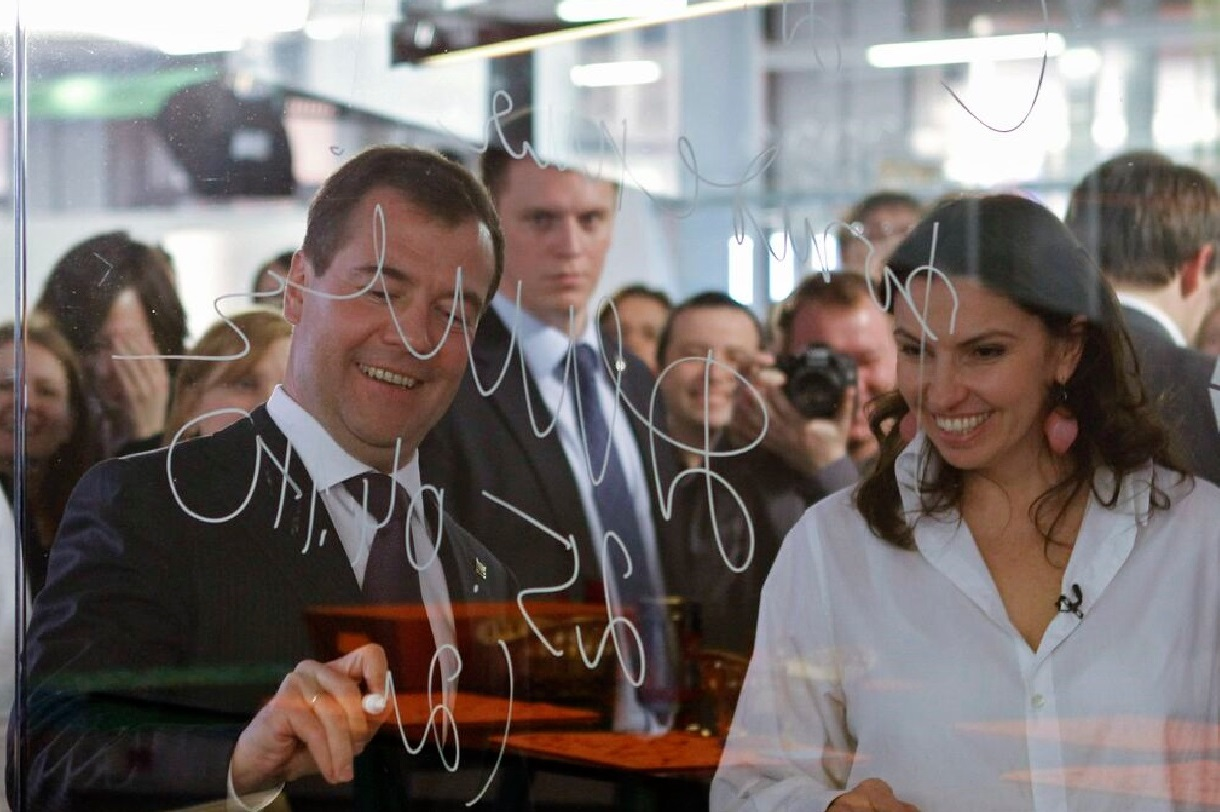
Дмитро Медведєв та Наталія Синдєєва в студії «Дождя»

25 квітня 2011 року офіс «Дождя» відвідав Дмитро Медведєв і привітав колектив з річницею виходу в ефір. У 2012 році телеканал «Дождь» був ушанований спеціальною премією Академії російського телебачення на церемонії «ТЕФІ-2011».
Навесні 2013 року було оголошено про перехід на платний доступ. «Дощ» став першим каналом російського телебачення, який зробив платним доступ до свого ефіру і в мережі. За словами генерального директора, канал прагнув того, щоб в ідеалі отримувати половину виручки від підписки. На той момент він отримував лише 10 %.
На початку 2014 року над телеканалом нависла загроза припинення мовлення, коли після скандального опитування, присвяченого 70-річчю блокади Ленінграда, оператори кабельного і супутникового телебачення стали відключати «Дощ» з ефіру. У лютому Наталія Сіндєєва виступила з офіційними вибаченнями в ефірі передачі «Тут і зараз». Для повернення до мережі великим операторам було вирішено надати безкоштовний контент. Через різке скорочення аудиторії і падіння рекламних доходів було вирішено зосередитися на краудфандингу, Smart TV і отриманні доходів від інтернет-реклами. У січня 2015 року «Дощ» повідомив про свій вихід з пакетів кабельних операторів і переході на роботу за системою а-ля-карт, а також увів дорожчі варіанти підписки для бажаючих підтримати телеканал.

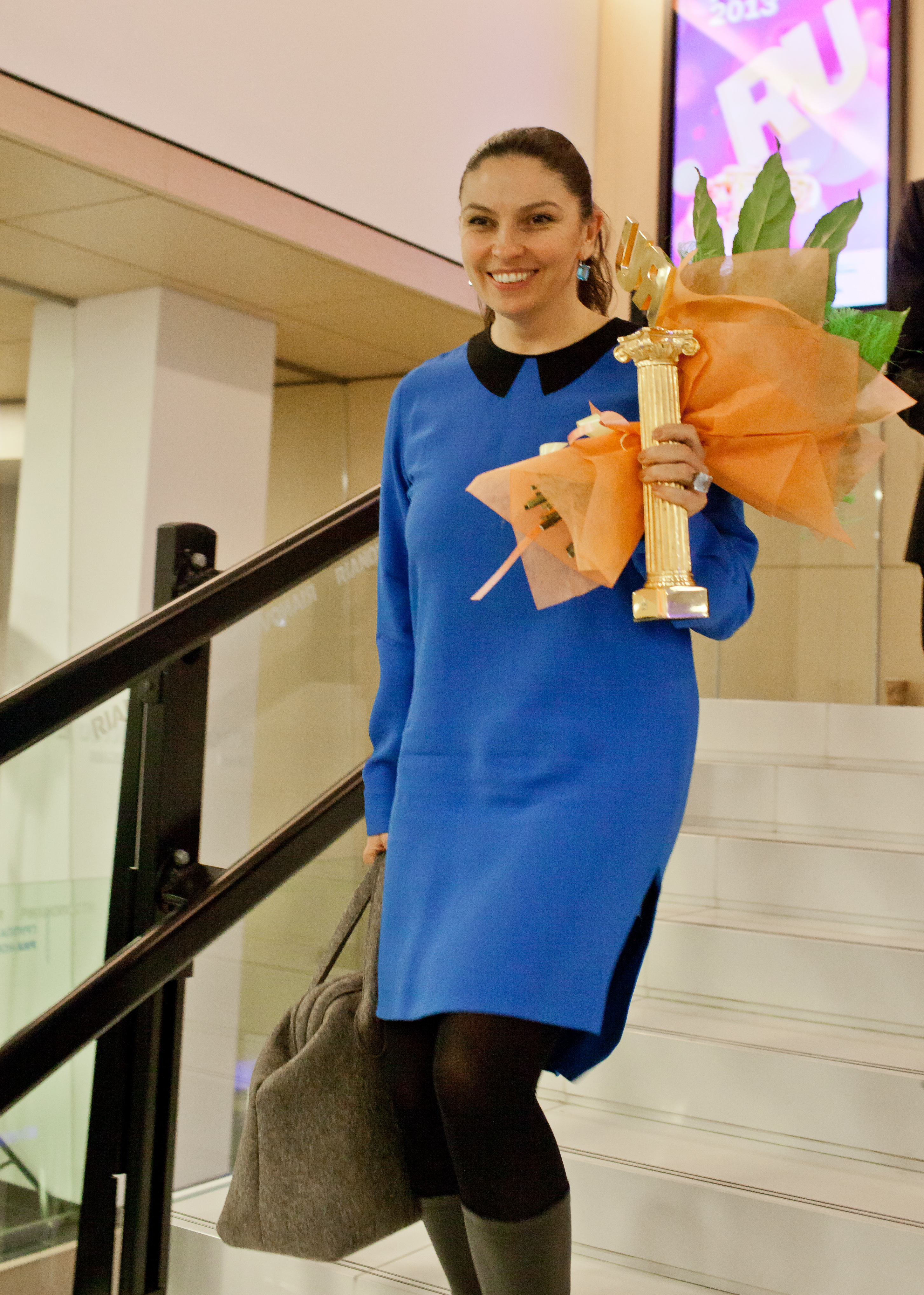
Наталія Сіндєєва з " Премією Рунета — 2013 "

20 жовтня 2014 році орендодавець попросив «Дощ» покинути приміщення на «Червоному Жовтні» до 15 листопада. Телеканал організував тимчасові студії в офісі «Сноба» на «Червоному Жовтні» та на території ділового центру «Москва-Сіті», де знаходяться «Слон» і «Велике Місто». З 9 лютого 2015 року канал розпочав мовлення зі своєї нової постійної студії на дизайн-заводі «Флакон».
У грудні 2015 року телеканал перевіряла Останкінська міжрайонна прокуратура. Перевірка стосувалася виконання законодавства про протидію екстремізму, трудових договорів та законодавства про ліцензування.
В офіційному пресрелізі телеканалу Наталія Сіндєєва виразила жаль з приводу рішення Національної ради з питань телебачення і радіомовлення 12 січня 2017 року, яке зобов'язало українських провайдерів припинити трансляцію телеканалу «Дождь». За словами члена Нацради Сергія Костинського, протягом 2016 року в ефірі телеканалу неодноразово була присутня російська реклама, а журналісти телеканалу незаконно в'їжджали в окупований Крим з території Російської Федерації. Зокрема, демонструавали карту Росії із зображенням Криму.
Вона також зазначила, що мовлення телеканалу на всій території України здійснювалося через IP-з'єднання без прямої комерційної реклами.

### Інтернет-видання «Republic»
Ділове інтернет-видання Slon.ru було запущено в травні 2009 року під керівництвом Леоніда Бершидського. «Слон» позиціювалася як «фабрика думок» про економіку, бізнес, політику та про життя середнього класу. У створенні матеріалів брали участь Олександр Гордєєв, Юрій Грановський, Дмитро Коваль, Ольга Романова та інші. У 2011 році на пост генерального директора і керівника проєкту Slon.ru призначений колишній головний редактор Forbes Максим Кашулинський. Влітку 2014 року видання ввело частковий платний доступ до преміальних матеріалів. У грудні цього ж року Кашулинський став головним редактором, а обов'язки генерального директора взяв на себе Олександр Винокуров. У листопаді 2016 року «Slon» змінив назву на «Republic». Видання перейшло на сайт Republic.ru

### Журнал «Большой город»
У 2010 році Синдєєва та Винокуров викупили у Об'єднаної компанії Rambler та у видавничого дому «Афіша», що входить до медіахолдингу «Профмедіа», що виходив з 2002 року часопис "Большой город" і сайт bg.ru. Філіп Дзядко, на момент угоди головний редактор «Великого міста», висловлював думку, що «причина продажу журналу — не в його збитковості, а в тому, що в нинішній ситуації „Афіша“ не планувала вкладати кошти в розвиток проєкту». Видання обійшлося в суму близько 2 млн доларів. Наталія Сіндєєва відзначала : 
|  | Мне всегда нравился „Большой город“ — когда-то больше, когда-то меньше. Идеологически и эмоционально то, что мы делаем на канале, очень совпадает с тем, что делает „БГ“. Мы не планировали ничего покупать, мы не изучали рынок, но когда в разговоре случайно зашла речь о том, что „Большой город“ могут продать или закрыть, нам его стало очень жалко. Ведь всегда обидно, когда очень хорошая история умирает. |

Навесні 2013 року Олександр Винокуров оголосив про скорочення щомісячного бюджету видання, який перевищував 10 мільйонів рублів. Паперова версія поширювалася безкоштовно, а відвідуваність сайту була недостатньо велика. Розглядалися різні варіанти: від закриття всього видання або звільнення редакції сайту до передачі «Великого міста» колективу журналістів. У лютому 2014 року було прийнято рішення відмовитися від випуску паперової версії і сфокусуватися на розвитку сайту.